# César Peixoto
César Peixoto (ur. 12 maja 1980 w Guimarães) – portugalski piłkarz występujący na pozycji lewego obrońcy lub lewego pomocnika i trener piłkarski.

## Kariera klubowa
César Peixoto zawodową karierę rozpoczął w 1999 w trzecioligowym Caçadores Taipas. Po 2 latach trafił do CF Os Belenenses i 23 września 2001 w zremisowanym 1:1 meczu z Benficą zadebiutował w pierwszej lidze portugalskiej. W sezonie 2001/2002 Peixoto zdobył w ligowych rozgrywkach 7 goli, dzięki czemu był trzecim najlepszym strzelcem zespołu po Cafú i Nece.
W 2002 portugalski zawodnik podpisał kontrakt z FC Porto, do którego ściągnął go José Mourinho. W nowym klubie Peixoto nie przebił się do podstawowego składu i pełnił rolę rezerwowego. Sezon 2003/2004 piłkarz rozpoczął w połowie października 2003 od udziału w zwycięskich 4:1 pojedynkach ligowych z Académicą Coimbra i CF Os Belenenses. 22 października w meczu Ligi Mistrzów z Olympique Marsylia Portugalczyk zerwał więzadło krzyżowe przednie, co wykluczyło go z gry przez większość sezonu. Po powrocie do zdrowia Peixoto jadąc z nadmierną prędkością do ośrodka treningowego w Vila Nova de Gaia rozbił swojego Mercedesa SL500. Jego wizerunek jako profesjonalnego piłkarza znacznie ucierpiał, a Porto na początku 2005 wypożyczyło go na pół roku do Vitórii SC z miasta Guimarães.
Peixoto powrócił do FC Porto i został wystawiony na listę transferową. Ostatecznie z powodu problemów Nuno Valente pozostał w drużynie na sezon 2005/2006 i został przesunięty na pozycję lewego obrońcy. 26 sierpnia 2005 w zwycięskim 3:2 meczu ligowym z Naval strzelił 2 gole oraz zdobył 1 bramkę samobójczą. Następnie Portugalczyk znów doznał poważnej kontuzji kolana, która wykluczyła go z gry do końca sezonu. Na kolejne rozgrywki wypożyczono go do hiszpańskiego Espanyolu. Ostatecznie wychowanek Caçadores Taipas nie rozegrał dla katalońskiego zespołu ani jednego spotkania, bowiem 27 lutego 2007 działacze klubu rozwiązali z nim kontrakt. W marcu portugalski gracz został wolnym zawodnikiem po tym, jak umowę z nim rozwiązali również włodarze Porto.
30 maja 2007 Peixoto został piłkarzem Sportingu Braga, z którym podpisał umowę na 3 lata. Na początku sezonu 2009/2010 Portugalczyk odmówił udziału w spotkaniu Ligi Europy ze szwedzkim Elfsborgiem, bowiem chęć jego pozyskania wyraziła SL Benfica. Piłkarz został zawieszony przez kierownictwo Bragi, lecz ostatecznie sprzedany do Benfiki 7 sierpnia za 400 tysięcy euro na zasadzie współwłasności. Od początku pobytu w nowym klubie zaczął występować na lewej obronie.

## Kariera reprezentacyjna
W reprezentacji Portugalii Peixoto zadebiutował 19 listopada 2008 w przegranym 2:6 towarzyskim meczu z Brazylią.

## Sukcesy
FC Porto
Liga Mistrzów: 2003/2004
Puchar UEFA: 2002/2003
Mistrzostwo Portugalii: 2002/2003, 2003/2004, 2005/2006
Puchar Portugalii: 2003/2004
Superpuchar Portugalii: 2003, 2004